# Francisco Cándido Xavier
Francisco Cándido Xavier (2 avril 1910 - 30 juin 2002), aussi connu sous le diminutif Chico Xavier, est un célèbre médium et auteur spirite brésilien du XXe siècle. Il a publié 451 livres et aura joué un rôle important dans l'histoire religieuse, sociale et du spiritisme au Brésil,.
En 2000, il est élu « Minéro du XXe siècle », par l'État du Minas Gerais.

## Biographie
Son récit biographique, tel qu'il pouvait être raconté au Brésil dans les années 1980, a été amplement développé par les anthropologues français Marion Aubrée et François Laplantine,.

### Enfance
Francisco Cándido Xavier nait le 2 avril 1910 dans la municipalité de Pedro Leopoldo, dans l'État du Minas Gerais (Brésil). La famille compte neuf enfants, ses parents sont tous deux analphabètes, son père est vendeur de billets de loterie et sa mère, blanchisseuse. Chico raconte que c'est à cinq ans, après avoir perdu sa mère, qu'il commence à entendre des voix. Il travaille dès neuf ans, comme tisserand, tout en continuant l'école primaire. À douze ans (1922), à l'occasion du centenaire de l'indépendance du Brésil, il rédige en classe une rédaction qui recevra une mention Honorable, et expliquera à sa maîtresse que ce texte lui avait été dicté par un esprit qui se tenait près de lui.
Vivant dans une famille catholique, c'est à l'âge de 17 ans, après la guérison de l'une de ses sœurs qui « souffrait d'obsession », que toute sa famille se convertit au spiritisme, véritable « religion curative » dans le pays.

### Le phénomène Chico Xavier

#### Débuts dans le spiritisme

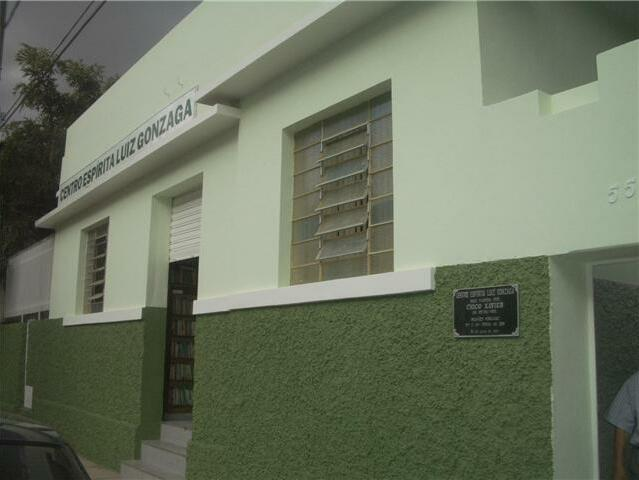
Centre spirite « Luiz Gonzaga », à Pedro Leopoldo, en 2008.

Chico Xavier étudie la doctrine spirite et fonde le centre spirite « Luiz Gonzaga », le 21 juin 1927. Il s'investit dans son activité de  médium et développe ses capacités en psychographie. Il affirme voir, en 1931, son « mentor » spirituel sous la forme d'un esprit prénommé Emmanuel.
Guidé par cet être invisible, Chico publie son premier livre en juillet 1932 : Le Parnasse d'outre-tombe, recueil de 60 poèmes attribués à neuf poètes brésiliens, quatre portugais et un anonyme, tous disparus. Le quotidien carioca, O Globo, dépêche l’un de ses rédacteurs assister pendant plusieurs semaines aux réunions du groupe spirite du centre Luiz Gonzaga. Il s’ensuit une série de reportages qui popularisent davantage le kardécisme  au Brésil.
Il participe directement à la fondation du mythe nationale qui voudrait que le Brésil un des pays, sinon le pays, les plus propices au développement de l’Évangile et du spiritisme comparé à l'Europe ou au Moyen-Orient. On comptait au début des années 2000, 2,3 millions de personnes se déclarant spirites, derrière le catholicisme et le protestantisme évangéliste.  Après une dernière hausse entre 2000 et 2010, ce nombre tend à diminuer, .

#### Le spirite catholique
À partir des années 1930, Francisco Candido Xavier écrit de manière continue des poèmes, des romans, des recueils de pensées, des ouvrages de morale et des traités médiumniques. Ces publications et leurs diverses appropriations participent d'un mouvement de « catholicisation » du spiritisme au Brésil tout au long du XXe siècle, combinant le système de valeurs individualiste des catholiques brésiliens à la métempsychose des spirites dans une perspective karmique. Pour autant, Francisco Xavier ne manquera pas non plus de critiquer l'institution catholique au Brésil.
Il est possible d'analyser sa vie à la lumière de la représentation de la sainteté véhiculée au XXe siècle, sous le prisme du renoncement, de la charité et du don gratuit aux pauvres. Il dédiait des jours spécifiques pour rendre visite aux personnes démunies, pour faire des distribution de nourriture, de vêtements, lui valant d'être comparé au saint catholique François d'Assise.
Parmi ses productions littéraires, deux sont à caractère nationalistes : Parnasse d'outre-tombe (1932) et Brésil, Cœur du Monde et Patrie de l'Évangile (1938). Le régime nationaliste de Vargas s'en servira notamment pour distinguer : 1) le spiritisme kardéciste (chrétien, européen, pratiqué par des fonctionnaires et des militaires de la classe moyenne) ; et 2) le « bas-spiritisme », comme le candomblé et umbanda (afro-brésilien, pratiqué par les classes pauvres et populaires noires) ; resté en vigueur jusque dans les années 1980,.
Ainsi, ses ouvrages légitiment la fédération spirite brésilienne auprès du régime militaire en place, certains membres de ce régime l'administrant directement, confortant son hégémonie face aux fédérations umbandistes et scientifiques, jugées dissidentes (ex : la CEPA, fédérations régionales et centres locaux),.

#### Une vie de médium
C'est dans les années 1930 et 1940 qu'apparaît la partie la plus célèbre de l'œuvre de Chico Xavier. Au commencement, il débute avec le Parnasse d’outre-tombe, poursuit avec les romans d'Emmanuel Il y a 2000 ans, Cinquante ans plus tard, Paul et Etienne, Renoncement, puis Brésil, cœur du monde, patrie de l’Évangile , d'Humberto de Campos et le best-seller, Nosso Lar, d'André Luiz.

Signant plusieurs livres du nom d'Humberto de Campos, sa veuve réclamera des droits d'auteurs. Même si elle n'obtient pas gain de cause, les livres seront signés plus tard du nom de « Frère X »,.

Portrait de Francisco Candido Xavier (années 1980)

La raison de ce procès s'explique par le succès de ses publications. Ses treize premiers titres se vendront à 67 025 exemplaires entre 1932 et 1943, puis à 653 832 exemplaires entre 1943 et 1954, son catalogue d'ouvrages totalisant alors 44 titres. Le plus vendu, et le plus rapidement traduit, étant Nosso Lar, à plus d'1,3 million d'exemplaires.
Cependant, en 1942, il devient notoire que les manuscrits sont falsifiés par la FEB. Ainsi, dans un passage de Brésil, Cœur du Monde, Patrie de l'Évangile, le nom de Roustaing est mentionné comme « missionnaire de la foi » et « assistant d'Allan Kardec » ; ou bien l'original de Paul et Etienne qui s'avèrera ne « plus être exploitable » pour une révision.
Dans les années 1950, certains de ses ouvrages seront rapidement traduits en anglais, français et espagnol. La totalité des droits d’auteurs revenant à des œuvres caritatives, Francisco Candido Xavier ne vivra que de son salaire de fonctionnaire.
À partir de 1957, Chico Xavier s’installe à Uberaba qui devient, compte tenu de l'exportation du modèle religieux brésilien, un lieu de rassemblement pour des spirites dans le monde. Il y meurt le 30 juin 2002, sans jamais varier d’explications sur l'origine de sa production littéraire.

### Notoriété
La renommée de Francisco Candido Xavier avait rapidement traversé l'atlantique. Dès 1936, la Revue Spirite en parle de manière élogieuse. On y apprend notamment qu'après la publication du Parnasse d'outre-tombe il n'avait plus rien écrit durant trois ans. On y relate aussi les anecdotes dans lesquelles le médium brésilien est évoqué et ses livres psychographiés, notamment ceux signés du nom d'Humberto de Campos (pt). C'est en 1950 qu'un portrait détaillé du médium est dressé dans les colonnes de la Revue spirite. Le principal auteur de ces articles étant Louis Fourcade.
De son vivant, Francisco Candido Xavier est fait citoyen d’honneur de plus d’une centaine de villes, dont São Paulo. En 1980, un gigantesque mouvement national se constitue afin qu'il obtienne le prix Nobel de la paix l’année suivante. Dans tous les États du Brésil des comités de soutien se forment, des centaines de municipalités, des assemblées législatives de la plupart des états, des parlementaires de Brasilia, dont Tancredo Neves alors président du Mouvement démocratique brésilien au Sénat, appuient sa candidature. En 1981, plus de 10 millions de Brésiliens signent une pétition en sa faveur.
La même année, le député José Freitas Nobre transmet lui-même au comité de Stockholm un dossier constitué de plus de 100 kg de documents, afin d’appuyer la candidature du médium. Francisco Candido Xavier ne recevra pas le prix Nobel, mais restera une figure emblématique au Brésil.

### Controverses
Si les actes de Francisco Candido Xavier paraissent exemplaires, et malgré des succès de ventes, ses ouvrages feront régulièrement l'objet de controverses, la plus importante étant la conformité de ses thèses avec celles défendues par Jean-Baptiste Roustaing, conforme avec le dogme catholique de la virginité mariale, du péché originel thèses que critiquait pourtant Allan Kardec.
Concernant les écrits signés de l'esprit André Luiz, soit ils empruntent des termes ésotériques étrangers à Kardec (aura, corps mental, corps astral, corps vital ou corps éthérique, psychosome, corps physiopsychosomatique, centres de force (shakras)), soit ils reprennent des thèses combattues par Allan Kardec (les cités angéliques de Swedenborg, vie spirituelle jugée trop matérielle),. Aussi, une partie de la vie dans l'au-delà décrite évoque davantage « l'Enfer catholique et l'Hadès païen » que la vie des Esprits décrite par le fondateur du spiritisme dans ses écrits.

## Le chiquisme
Le chiquisme est le nom donné à une croyance selon laquelle le médium Francisco Candido Xavier serait la réincarnation du fondateur de la philosophie spirite, Allan Kardec. Cette idée sera développée du vivant du médium et entretenue par lui-même. Ses partisans sont nommés chiquistes. C'est le journaliste et président de l'Association médico-spirite Arthur Massena qui défendra le premier cette idée dans le journal Desobsessäo, en octobre 1972.
À la même période, de nombreuses autres ramifications du spiritisme kardéciste verront le jour. Herculano Pires (pt) distinguait en 1975 : le roustainguisme (Jean-Baptiste Roustaing), le divinisme (Oswaldo Polidoro), le ramatisme (esprit Ramatis), l'armondisme (Edgard Armond), la théorie du continuum médiumnique (Cândido Procópio Ferreira de Camargo (pt)) et l'andréluizisme (esprit André Luiz). 
Au cours de l'année 1998, période durant laquelle le spiritisme kardéciste connaitra une nouvelle croissance importante, cette idée est activement répandue dans la presse brésilienne. Des personnalités proches du médium la défendront activement, tels que le Dr Marlene Nobre, Weimar Muniz de Oliveira, Adelino da Silveira, Arthur Massena, le Dr Jarbas Leone Varanda, et bien d'autres. Dans ce contexte, Bernardo Lewgoy (2001) montrera les compatibilités et les différences du spiritisme défendu par Chico (mystique et catholique) comparé à celui d'Allan Kardec (rationnel et laïque).
Matheus Laureano et Wilson Garcia (2024) rappellent que cette croyance n'est pas unanimement partagée parmi les spirites du Brésil et dans le monde ; plus de douze prétendants à la réincarnation d'Allan Kardec se sont manifestés depuis le XIXe siècle. D'autres encore parlent de « maladie infantile du spiritisme » et des difficultés à remettre en question cette croyance, partagée par des personnes influentes au sein de la fédération spirite brésilienne.

## Postérité
Devenu une figure mythique au Brésil, plusieurs villes possèdent une rue, une place portant le nom « Chico Xavier ».

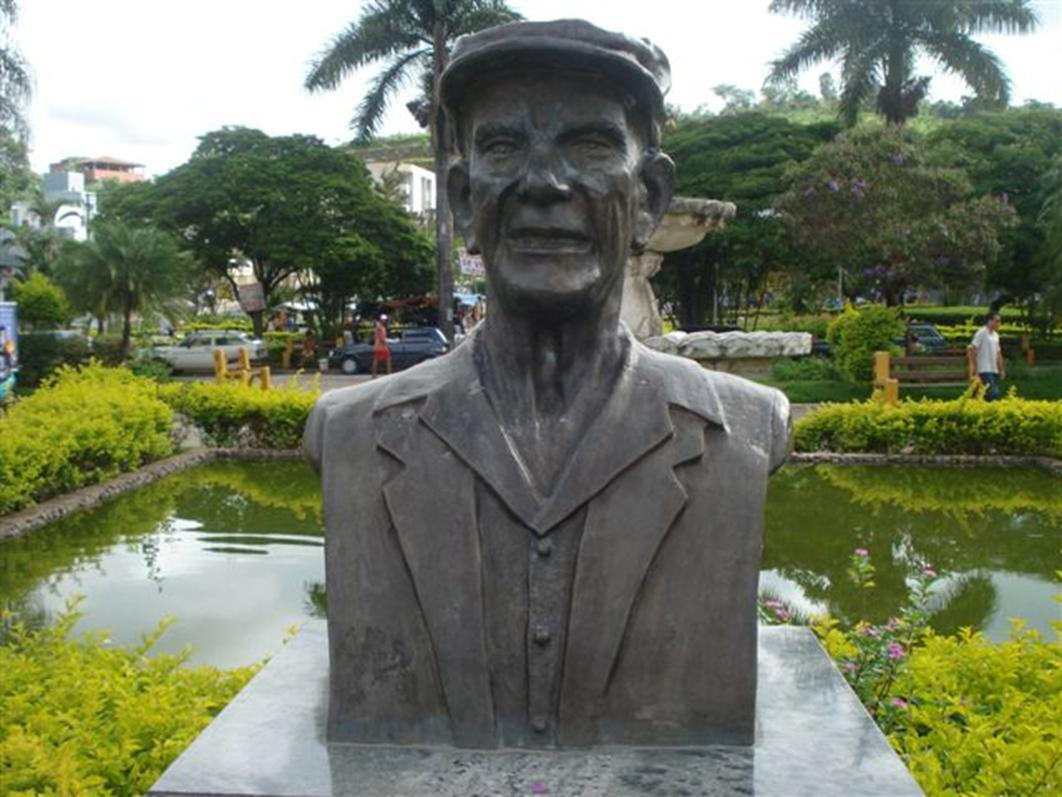
Buste de Chico Xavier à Pedro Leopoldo.
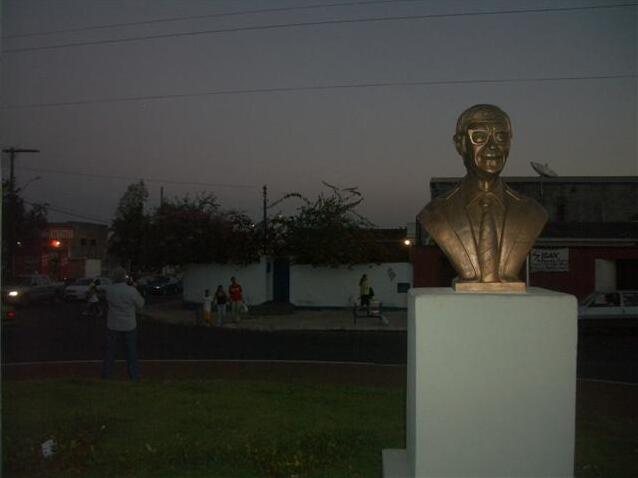
Buste de Chico Xavier à Uberaba.
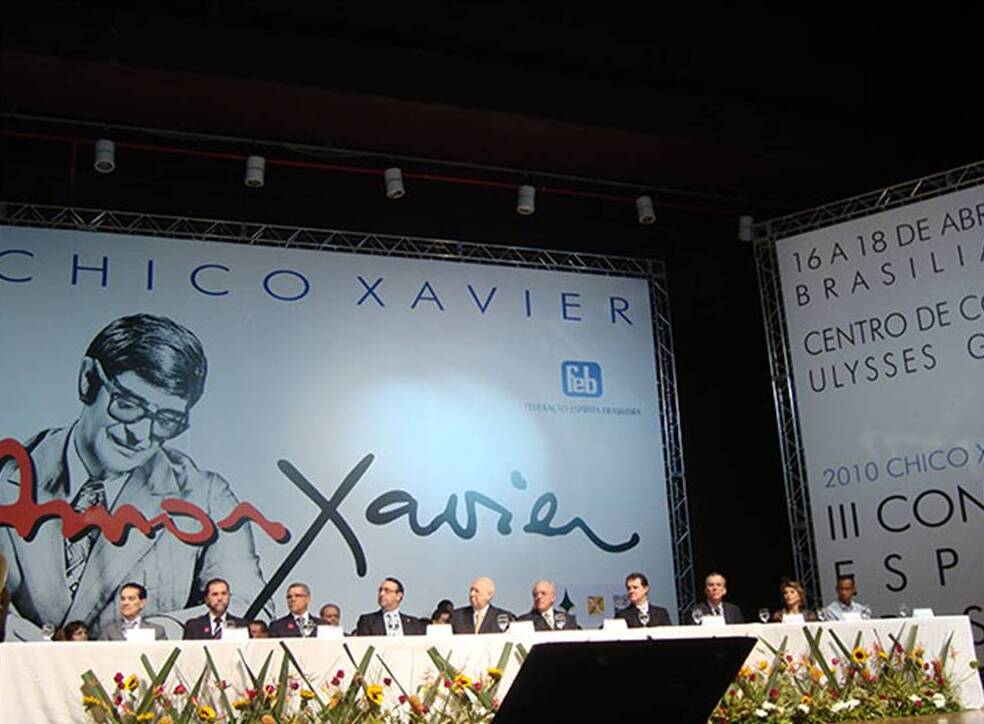
Congrès en l'honneur de Chico Xavier à Brasilia, en avril 2010.
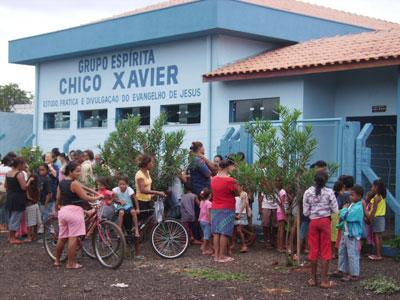
Un centre spirite brésilien portant le nom de Chico Xavier.
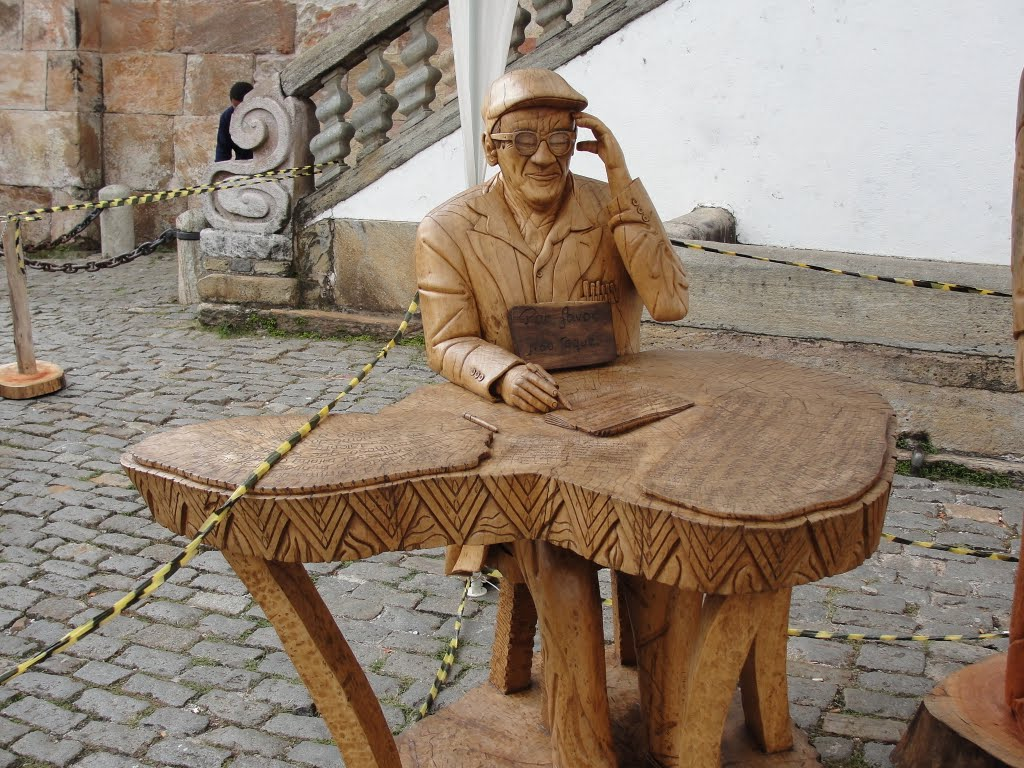
Sculpture en bois représentant Chico Xavier à Ouro Preto.

## Biographies
La quasi-unanimité des biographies de Francisco Candido Xavier le sont sur un modèle hagiographique. Sandra Jacqueline Stoll (2002) explique en quoi ce plan reprend ceux de la vie des Saints. Elle identifie 1) la période profane (enfance, adolescence) ; 2) la conversion (entrainant un retrait de son monde antérieur) ; et 3) la construction de son leadership à partir de sa production littéraire et de ses actes. Ainsi, les récits de sa vie sont présentés eux aussi comme des modèles de synthèse entre le catholicisme et le spiritisme.

### En français
- chap. VI « Le triangle mineiro  (2. Francisco Candido Xavier : médium-prodige) », dans Marion Aubrée et François Laplantine, La Table, le Livre et les Esprits : naissance évolution et actualité du mouvement spirite entre France et Brésil, Paris, JC Latès, 1990, p. 151-156.
- Mickaël Ponsardin, Chico Xavier, l'homme et le médium, Brasilia, EdiCEI, 2010 (ISBN 978-85-7945-030-3).

### En portugais
- (pt-BR) Marcel Souto Maior, As vidas de Chico Xavier [« Les vies de Chico Xavier »], São Paulo, Editora Planeta do Brasil, 2003 (ISBN 978-85-7479-574-4, disponible sur Internet Archive ).
- (pt-BR) Alexandre de Santi & André Schröder, Chico Xavier A Vida. A Obra. As Polêmicas. [« Chico Xavier. Sa vie. Son œuvre. Les controverses. »], Abril, 2016, 224 p. (ISBN 978-8-569-52222-5, disponible sur Internet Archive  [pdf, epub]).

### Au cinéma
- Le film Chico Xavier est un biopic brésilien, de type hagiogaphique, réalisé par Daniel Filho (pt), sorti en 2010. Il est basé sur le livre As vidas de Chico Xavier (2003) de Marcel Souto Maior (pt)[32].
- Le film As mães de Chico Xavier (pt) est un film brésilien sorti en 2011, réalisé par Glauber Filho et Halder Gomes. Il se base sur le livre Por trás do véu de Ísis (2004) de Marcel Souto Maior (pt).

## Principaux livres produits par Chico Xavier
Chico a été un écrivain très prolifique : 451 livres lui sont attribués, dont 39 édités après sa mort. Comme tous les médiums, Chico Xavier ne prétendait pas être l'auteur des livres, mais uniquement l'instrument utilisé par les esprits pour se manifester et transmettre leurs enseignements. C'est la raison pour laquelle, le nom d'un esprit est associé à chaque livre.

### Ouvrages traduits en français (liste non exhaustive)
- Nosso Lar : par l'esprit André Luiz, Brasilia, éditions du CSI, coll. « la Vie dans le Monde Spirituel » (no 1), 2005 (1re éd. 1944)
- Les messagers : par l'esprit André Luiz, Brasilia, éditions du CSI, coll. « la Vie dans le Monde Spirituel » (no 2), 2004 (1re éd. 1944)
- Ouvriers de la Vie Éternelle : par l'esprit André Luiz [« Obreiros da Vida Eterna »], Brasilia, éditions du CSI, coll. « la Vie dans le Monde Spirituel » (no 3), 2004 (1re éd. 1946)
- Missionnaires de la Lumière : par l'esprit André Luiz [« Missionarios da Luz »], Brasilia, éditions du CSI, coll. « la Vie dans le Monde Spirituel » (no 4), 2005 (1re éd. 1944)
- Dans le Monde Supérieur : par l'esprit André Luiz [« No mundo maior »], Brasilia, éditions du CSI, coll. « la Vie dans le Monde Spirituel » (no 5), 2005 (1re éd. 1947)
- Libération : par l'esprit André Luiz, Brasilia, éditions du CSI, coll. « la Vie dans le Monde Spirituel » (no 6), 2006
- Entre le Ciel et la Terre : par l'esprit André Luiz, Brasilia, éditions du CSI, coll. « la Vie dans le Monde Spirituel » (no 7), 2007
- Dans les domaines de la médiumnité : par l'esprit André Luiz, Brasilia, éditions du CSI, coll. « la Vie dans le Monde Spirituel » (no 8), 2006
- Action et réaction : par l'esprit André Luiz, Brasilia, éditions du CSI, coll. « la Vie dans le Monde Spirituel » (no 9), 2008
- Évolution dans deux mondes : par l'esprit André Luiz, Brasilia, éditions du CSI, coll. « la Vie dans le Monde Spirituel » (no 10), 2011
- Mécanismes de la médiumnité : par l'esprit André Luiz, Brasilia, éditions du CSI, coll. « la Vie dans le Monde Spirituel » (no 11), 2020
- Sexe et destin : par l'esprit André Luiz, éditions du CSI, coll. « La Vie dans le Monde Spirituel » (no 12), 2009
- Et la vie continue : par l'esprit André Luiz, Brasilia, éditions du CSI, coll. « La Vie dans le Monde Spirituel » (no 13), 2020
- Feu Vert : par l'esprit André Luiz, Brasilia, éditions du Hericilio Maes Institute (ISBN 978-2-9560663-3-0)
- Il y a 2000 ans : par l'esprit Emmanuel, Brasilia, éditions du CSI, 2004 (ISBN 978-2-913720-03-9)
- Cinquante ans plus tard : par l'esprit Emmanuel, Brasilia, éditions du CSI, 2007 (ISBN 978-2-913720-37-4)
- Renoncement : par l'esprit Emmanuel, Brasilia, éditions du CSI, 2007 (ISBN 978-2-913720-42-8)
- Avé Christ ! : par l'esprit Emmanuel, Brasilia, éditions du CSI, 2007 (ISBN 978-2-913720-38-1)
- Paul et Etienne : par l'esprit Emmanuel, Brasilia, éditions du CSI, 2008 (ISBN 978-2-913720-41-1)
- Vers la lumière : par l'esprit Emmanuel, Brasilia, éditions du CSI, 2009 (ISBN 978-3-905966-83-1)
- Le Consolateur : par l'esprit Emmanuel, Brasilia, éditions du CSI, 2010 (ISBN 978-85-98161-89-1)
- Religion des esprits : par l'esprit Emmanuel, Brasilia, éditions du CSI, 2010 (ISBN 978-3-905966-97-8)
- Directives : par l'esprit Emmanuel, Brasilia, éditions du CSI, 2011
- Justice Divine : par l'esprit Emmanuel, Brasilia, éditions du CSI, 2011 (ISBN 978-3-905966-94-7)
- Rencontre prédestinée : par l'esprit Emmanuel, éditions de la FEB, 2021 (ISBN 978-65-5570-056-5)
- Mission des médiums : par l'esprit Emmanuel, éditions de la FEB, 2022 (ISBN 978-85-9466-405-1)
- Vie et sexualité : par l'esprit Emmanuel, éditions de la FEB, 2020 (ISBN 978-65-5570-054-1)
- Pensée et Vie : par l'esprit Emmanuel, éditions de la FEB, 2020 (ISBN 978-85-9466-408-2)
- La Vigne de Lumière : par l'esprit Emmanuel, éditions de la FEB, 2020 (ISBN 978-85-9466-362-7)
- Chemin, vérité et vie : par l'esprit Emmanuel, éditions de la FEB, 2020 (ISBN 978-85-9466-378-8)
- Source vive : par l'esprit Emmanuel, Brasilia, éditions du CSI, coll. « Source vive » (no 1), 2012
- Notre pain : par l'esprit Emmanuel, Brasilia, éditions du CSI, coll. « Source vive » (no 2), 2011
- Jésus chez vous : par l'esprit Neio Lùcio, Brasilia, éditions du CSI, 2010 (ISBN 978-85-7945-027-3)
- Message d’un adolescent depuis le monde spirituel : par l'esprit Neio Lúcio, éditions de la FEB, 2021 (ISBN 978-65-5570-376-4)
- Aurore Chrétienne : par l'esprit Neio Lúcio, éditions de la FEB, 2021 (ISBN 978-65-5570-193-7)
- Messages spirituels : par l'esprit Humberto de Campos, éditions de la FEB, 2020 (ISBN 978-85-9466-393-1)
- Reportages de l’au-delà : par l'esprit Humberto de Campos, éditions de la FEB, 2020 (ISBN 978-85-9466-401-3)
- Chroniques de l'Au-delà : par l'esprit Humberto de Campos, Brasilia, éditions du CSI, 2011 (ISBN 978-85-7945-438-7)
- Lumière céleste : par l'esprit Humbert de Campos, éditions du CSI, 2012
- Bonne nouvelle : par l'esprit Humberto de Campos, éditions de la FEB, 2020 (ISBN 978-85-9466-384-9)
- Contes spirituels : par l'esprit Frère X, Brasilia, éditions du CSI, 2011 (ISBN 978-3-905966-69-5)
- Leçons de vie : par l'esprit Frère X, éditions de la FEB, 2020 (ISBN 978-85-9466-395-5)
- Lazare revivifié : par l'esprit Frère X, éditions de la FEB, 2020 (ISBN 978-85-9466-358-0)
- Lettres de l’autre monde : par l'esprit Frère X, éditions du CSI, 2012
- Le consolateur : par l'esprit Frère X, éditions du CSI, 2012
- Lettres de l’autre monde : par l'esprit Frère X, éditions du CSI, 2012

### Ouvrage originaux en portugais (liste non exhaustive)
- 1932 - Parnaso de Além-Túmulo (toute première publication)
- 1937 - Crônicas de além-túmulo (FEB, par l'esprit Humberto de Campos)
- 1938 - Emmanuel (FEB, par l'esprit Emmanuel)
- 1938 - Brasil, Coração do Mundo, Pátria do Evangelho (FEB, par l'esprit Humberto de Campos)
- 1938 - A Caminho da Luz (FEB, par l'esprit Emmanuel)
- 1939 - Há Dois Mil Anos (FEB, par l'esprit Emmanuel)
- 1940 - Cinqüenta Anos Depois (FEB, par l'esprit Emmanuel)
- 1941 - O Consolador (FEB, par l'esprit Emmanuel), Fév., 1941 (Premier tirage de 218 000 exemplaires)
- 1942 - Paulo e Estevão (FEB, par l'esprit Emmanuel)
- 1942 - Renúncia (FEB, par l'esprit Emmanuel)
- 1944 - Nosso Lar (FEB, par l'esprit André Luiz)
- 1944 - Os Mensageiros (FEB, par l'esprit André Luiz)
- 1945 - Missionários da Luz (FEB, par l'esprit André Luiz)
- 1946 - Lázaro Redivivo (FEB, par l'esprit Irmão X)
- 1946 - Obreiros da Vida Eterna (FEB, par l'esprit André Luiz)
- 1947 - Volta Bocage (FEB, par l'esprit Manuel Maria Barbosa Du Bocage)
- 1948 - No Mundo Maior (FEB, par l'esprit André Luiz)
- 1948 - Agenda Cristã (FEB, par l'esprit André Luiz)
- 1949 - Voltei (FEB, par l'esprit Irmão Jacob)
- 1949 - Caminho, Verdade e Vida (FEB, par l'esprit Emmanuel)
- 1949 - Libertação (FEB, par l'esprit André Luiz)
- 1950 - Jesus no Lar (FEB, par l'esprit Neio Lúcio)
- 1950 - Pão Nosso (FEB, par l'esprit Emmanuel)
- 1952 - Vinha de Luz (FEB, par l'esprit Emmanuel)
- 1952 - Roteiro (FEB, par l'esprit Emmanuel)
- 1953 - Ave, Cristo! (FEB, par l'esprit Emmanuel)
- 1954 - Entre a Terra e o Céu (FEB, par l'esprit André Luiz)
- 1955 - Nos Domínios da Mediunidade (FEB, par l'esprit André Luiz)
- 1956 - Fonte Viva (FEB, par l'esprit Emmanuel)
- 1957 - Ação e Reação (FEB, par l'esprit André Luiz)
- 1958 - Pensamento e vida (FEB, par l'esprit Emmanuel)
- 1959 - Evolução em Dois Mundos (FEB, par l'esprit André Luiz)
- 1960 - Mecanismos da Mediunidade (FEB, par l'esprit Waldo Vieira)
- 1960 - Religião dos Espíritos (FEB, par l'esprit Emmanuel)
- 1961 - O Espírito da Verdade (FEB, par divers esprits)
- 1963 - Sexo e Destino (FEB, par l'esprit André Luiz)
- 1968 - E A Vida Continua... (FEB, par l'esprit André Luiz)
- 1970 - Vida e Sexo (FEB, par l'esprit Emmanuel)
- 1971 - Sinal Verde (par l'esprit André Luiz)
- 1977 - Companheiro (Instituto de Difusão Espírita, par l'esprit Emmanuel)
- 1985 - Retratos da Vida (IDE/CEC, par l'esprit Cornélio Pires)
- 1986 - Mediunidade e Sintonia (CEU, par l'esprit Emmanuel)
- 1991 (?) - Queda e ascensão da Casa dos Benefícios (par l'esprit Bezerra de Menezes)
- 1999 - Escada de Luz (CEU, par divers esprits, dernière publication)